# 五日市站
五日市站（日语：／ Itsukaichi eki */?）是位於廣島縣廣島市佐伯區五日市站前一丁目，西日本旅客鐵道（JR西日本）山陽本線的車站。車站位於廣島城市網絡內。車站鄰接廣島電鐵宮島線的廣電五日市站，與此站一體化。

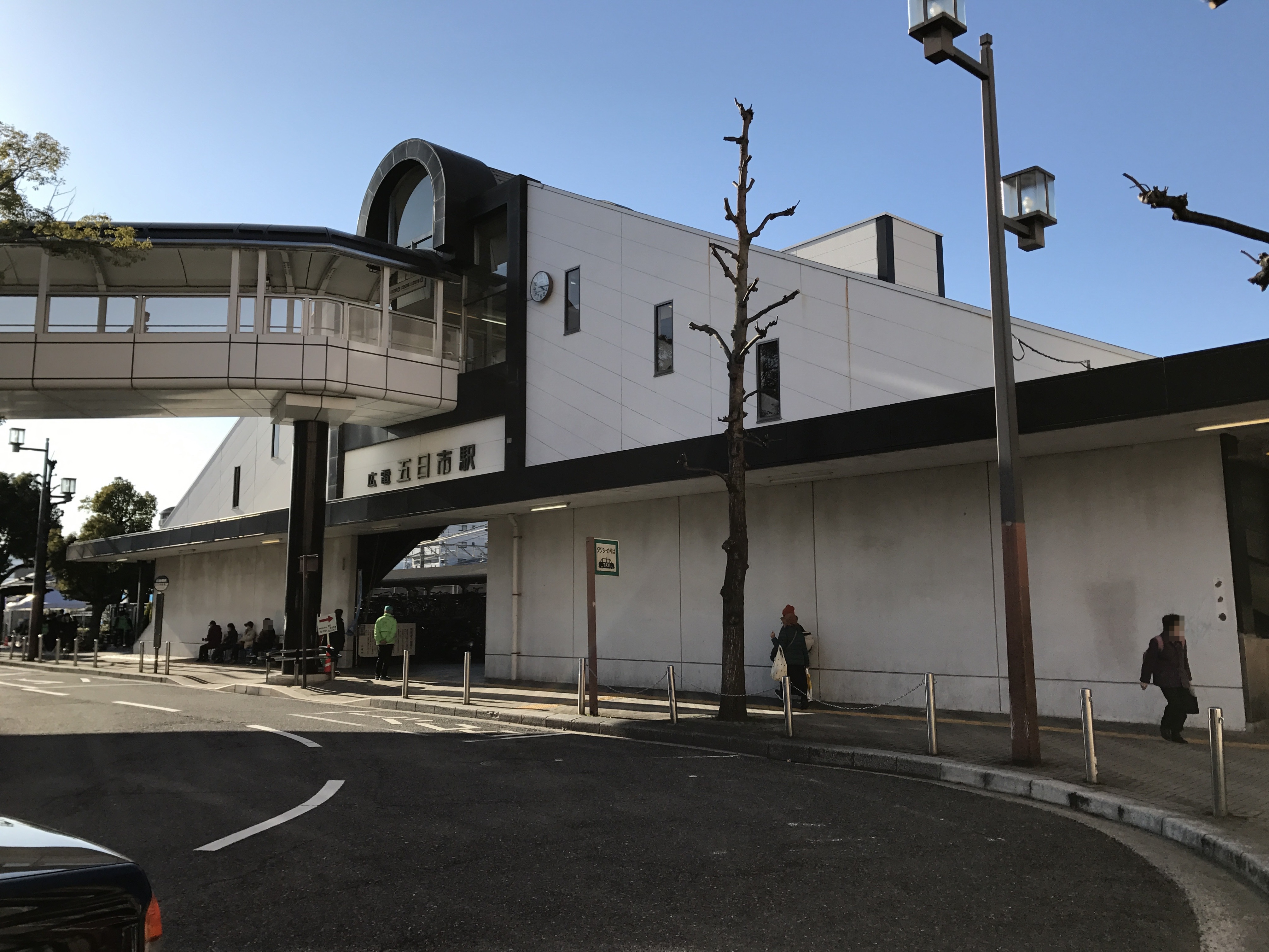
南口（2017年3月）

## 歷史
- 1899年（明治32年）12月8日 - 山陽鐵道己斐站（現時為西廣島站）至廿日市站之間新設此站[1]。為旅客、貨運車站。
- 1906年（明治39年）12月1日 - 山陽鐵道國有化（日语：鉄道国有法），成為官設鐵道車站。
- 1909年（明治42年）10月12日 - 制定路線名稱。成為山陽本線車站。
- 1963年（昭和38年）
  - 2月1日 - 終止貨物起卸業務。
  - 3月5日 - 重開貨物起卸業務。
- 1971年（昭和46年）10月1日 - 再次終止貨物起卸業務。
- 1986年（昭和61年）4月 - 綠色窗口開始營業[2]。
- 1987年（昭和62年）
  - 3月27日 - 隨著新車站大樓重建，車站遷移至廣島電鐵宮島線廣電五日市站旁[3]。
  - 4月1日 - 伴隨國鐵分割民營化，車站由西日本旅客鐵道（JR西日本）營運。
- 2007年（平成19年）
  - 3月15日 - 車站新設升降機。
  - 5月31日 - 引入可支援ICOCA的自動閘機（日语：自動改札機）。
  - 9月1日 - 此站可以使用ICOCA。

## 車站構造

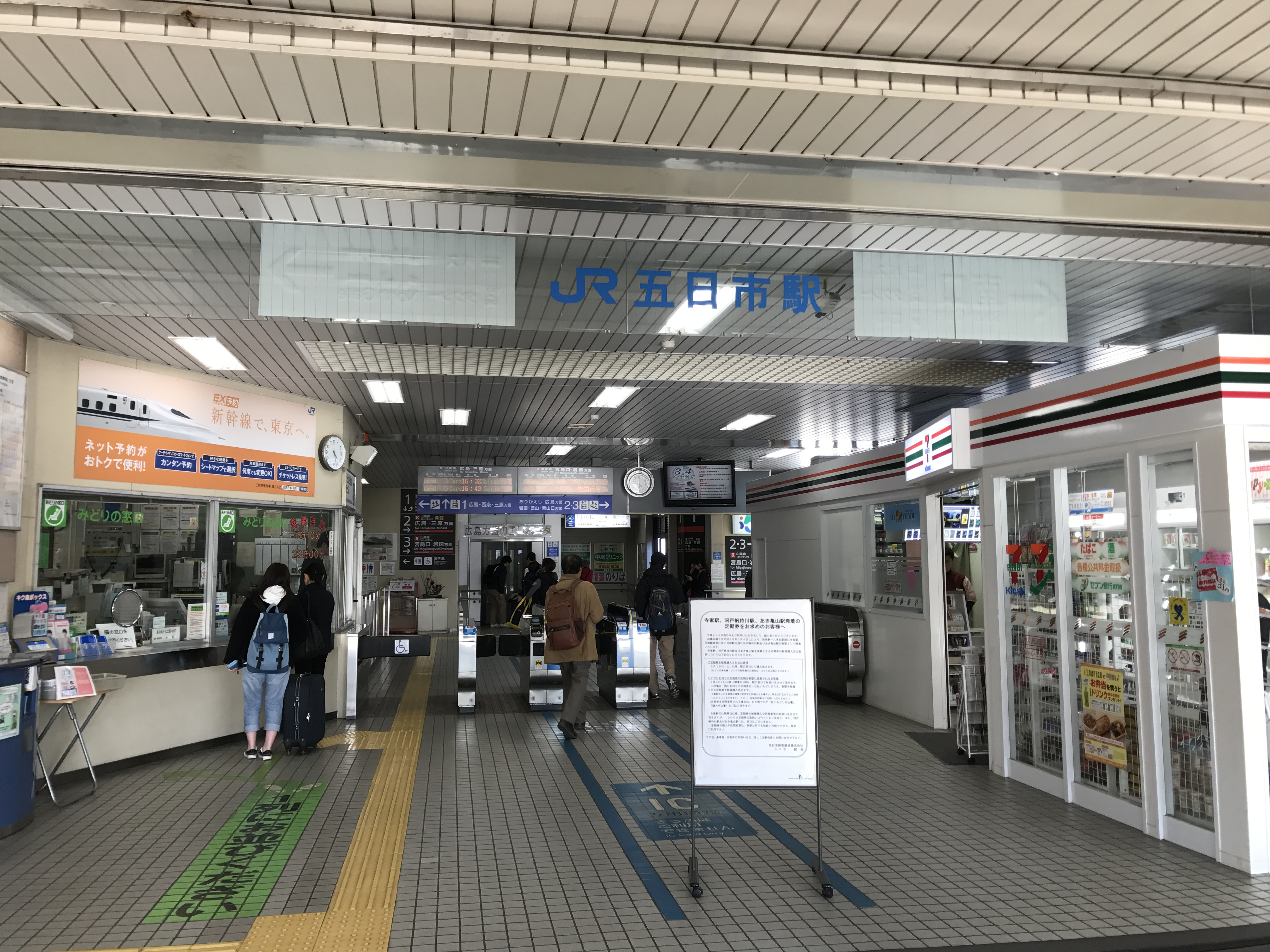
JR檢票口（2017年3月）

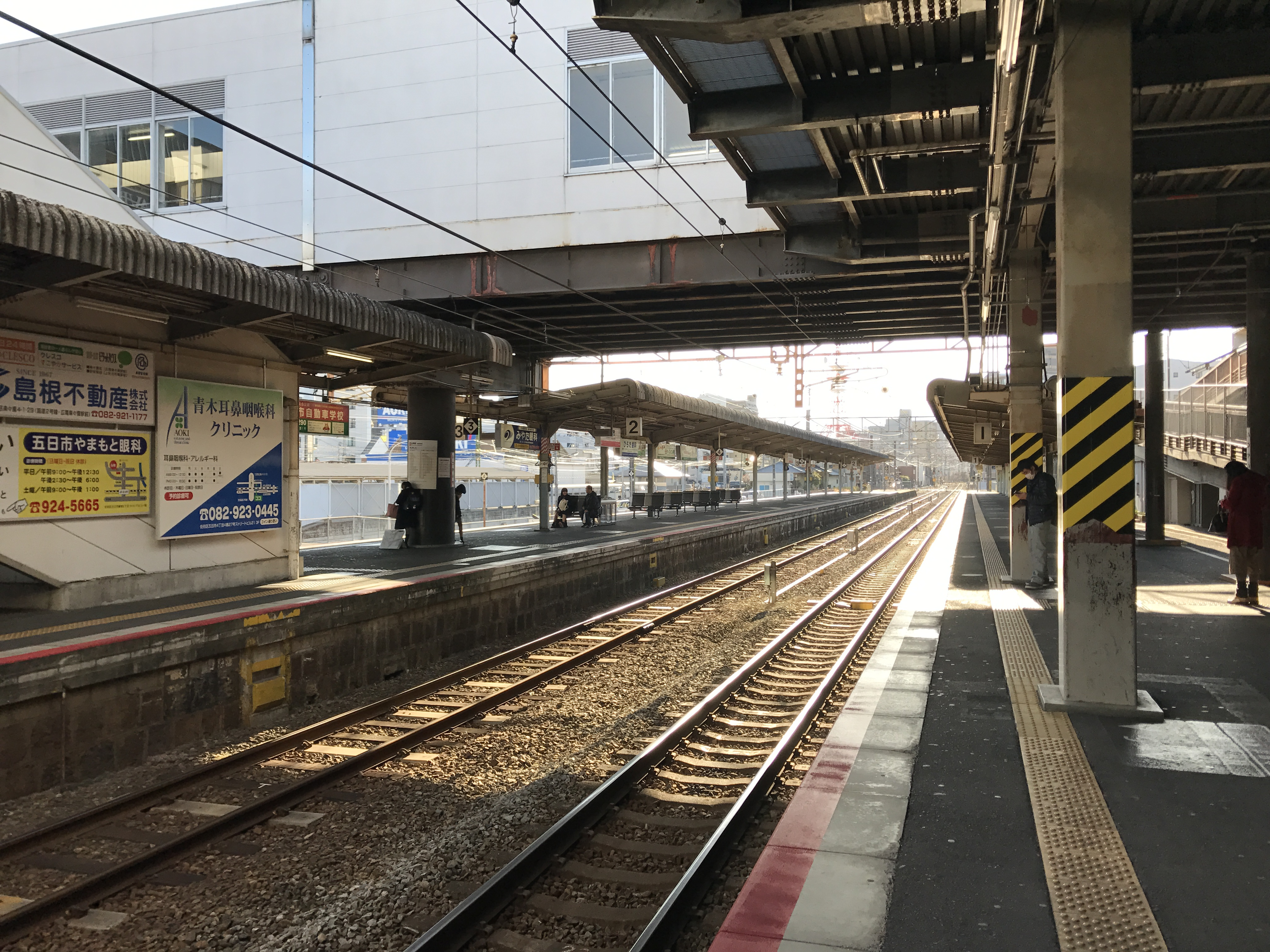
月台（2017年3月）

車站是一座設有跨站式站房的地面車站，設有1面1線的單式月台和1面2線的島式月台，共有2面3線的混合式月台，此站曾經設有4號月台，各月台可容納14卡車廂（此站曾經設有臥鋪特急「朝風」）。閘口位於跨站式站房上。此站設有無障礙設備，於南出口和北出口設有輪椅專用的斜道，現時單車可使用北出口和南出口互相來往。在車站內設有升降機。在閘口上設有LED式列車出發資訊牌。
車站是由宮島口站管理的直營車站。車站可以使用ICOCA與其互相可以使用的IC卡。此站位於JR特定都區市內制度中，「廣島市內」的車站（同時為山陽本線最西邊的「廣島市內」車站）。車站印章是「設有植物公園和造幣局的車站」。

### 月台
| 月台 | 路線     | 上下行 | 方向                 | 備註                                                                       |
| ---- | -------- | ------ | -------------------- | -------------------------------------------------------------------------- |
| 1    | 山陽本線 | 上行   | 廣島、瀨野、三原方向 | 從此站出發的列車使用2號月台                                                |
| 2、3 | 山陽本線 | 下行   | 宮島口、岩國方向     | 部分列車使用2號月台，或只讓TWILIGHT EXPRESS 瑞風(山陽路線下行車內住宿)停泊 |

1號月台為上行本線，3號月台為下行本線，2號月台為上下行共用的待避線（中線）。在2號月台兩端設有出發信號機，因此可向兩方向折返。但現時只有列車折返往岩國方向。

## 使用狀況
以下為近年1日平均乘車人次列表：
| 年度                | 1日平均 乘車人次 |
| ------------------- | ---------------- |
| 1984年（昭和59年）  | 7,762            |
| 1985年（昭和60年）  | 7,464            |
| 1986年（昭和61年）  | 7,699            |
| 1987年（昭和62年）  | 9,622            |
| 1988年（昭和63年）  | 10,922           |
| 1989年（平成 元年） | 10,356           |
| 1990年（平成02年）  | 11,173           |
| 1991年（平成03年）  | 11,987           |
| 1992年（平成04年）  | 12,426           |
| 1993年（平成05年）  | 12,905           |
| 1994年（平成06年）  | 13,152           |
| 1995年（平成07年）  | 13,126           |
| 1996年（平成08年）  | 13,163           |
| 1997年（平成09年）  | 12,612           |
| 1998年（平成10年）  | 12,292           |
| 1999年（平成11年）  | 12,206           |
| 2000年（平成12年）  | 12,117           |
| 2001年（平成13年）  | 11,902           |
| 2002年（平成14年）  | 11,902           |
| 2003年（平成15年）  | 12,075           |
| 2004年（平成16年）  | 12,171           |
| 2005年（平成17年）  | 12,376           |
| 2006年（平成18年）  | 12,477           |
| 2007年（平成19年）  | 12,730           |
| 2008年（平成20年）  | 12,806           |
| 2009年（平成21年）  | 12,818           |
| 2010年（平成22年）  | 12,731           |
| 2011年（平成23年）  | 12,757           |
| 2012年（平成24年）  | 13,265           |
| 2013年（平成25年）  | 13,414           |
| 2014年（平成26年）  | 13,051           |
| 2015年（平成27年）  | 13,489           |
| 2016年（平成28年）  | 13,598           |
| 2017年（平成29年）  | 13,619           |

乘車人次圖表

## 車站周邊
- 五日市福屋（日语：五日市福屋）
  - FUTABA圖書（日语：フタバ図書） 五日市福屋店
- Avile大廈
  - Spark（日语：スパーク (スーパーマーケット)） 五日市站前店
  - Avile bowl（日语：スパーク (スーパーマーケット)）
  - 快活CLUB（日语：快活CLUB） 五日市站前店
  - Anytime Fitness（日语：エニタイムフィットネス） 五日市店
- 廣島渚中學·高等學校（日语：広島なぎさ中学校・高等学校）
- 廣電五日市站

## 相鄰車站
西日本旅客鐵道
 山陽本線
■快速「城市快車」（只有星期六及假日服務）
橫川－五日市－宮島口
■快速「通勤快車」（只有平日早上上行班次）
新井口←五日市←宮內串戶
■普通
新井口－五日市－廿日市

## 注腳
1. ↑  「停車場設置」『官報』1899年12月12日（國立國會圖書館數碼化收藏資料）
2. ↑  《国鉄監修 交通公社の時刻表》1986年4月號、5月號
3. ↑  . 鐵道雜誌 (鐵道雜誌社). 1987-07, 21 (8): 128.
4. 1 2  截至2018年3月17日，設有以下班次使用2號月台折返：星期六及假日的1519M（10:07出發　普通前往岩國）班次，星期六及假日的339M（11:37出發　普通前往岩國）班次，全日的351M（14:36出發　普通前往岩國）班次，星期六及假日的1543M（16:06出發　普通前往岩國）班次，平日的357M（16:24出發　普通前往岩國），星期六及假日的1547M（17:06出發　普通前往岩國）班次。
5. ↑  廣島市統計書及廣島縣統計年鑑

## 外部連結
- 五日市｜車站資訊：JR出門網 - 西日本旅客鐵道